# Башкирские народные игры
Башкирские народные игры — исторически сложившиеся развлечения, забавы, зрелища, увеселения, спортивные, танцевальные, песенные состязания башкирского народа.
Башкирские народные игры сформировались в традициях кочевой культуры и связаны с историей башкир, их трудовой деятельностью, бытом и обычаями. Игры воспитывают, развивают в человеке силу, выносливость, ловкость, умения обращаться с людьми, орудиями труда, боевым оружием. Часть игры построено на соперничестве, состязании участников, часть на показе умений, часть преследуют познавательные цели.

## Характеристика
Игры разделяются делятся следующие группы:
- детские (бег с яйцом, Уксы, Бакыр букэн, куз бэйлэш, гургульдэк, ус куныс, таяк ташламыш, усэт, кул туп, юрта (Тирмэ)[1] — по своему содержанию похожи на русские игры жмурки, прятки, горелки, лапту и др.) или взрослые.
- сюжетные с наличием персонажей и ролей («убырлы ҡарсыҡ» — «ведьма», «айыу менән куяндар» — «медведь и зайцы», «йәшерәм яулыҡ» — «прячу платочек») и бессюжетные — состязательные («Расщепляющая стрела», «Белый тополь, синий тополь», «Липкие пенечки» и др.).
- игры-танцы с импровизацией поведения животных и птиц: «Игра тетеревов», «Игра кукушек».
- спортивные игры: бег наперегонки (йугереш), бег в мешках, бой с мешками, влезание на намыленный шест, бег с яйцом в ложке, перетягивание тканого полотенца и др. («уҡ атыу» — «стрельба из лука», «күк бүре» — конная игра «серый волк», «тал сабыу» — «рубка лозы», «ҡырҡҡы уҡ» — «расщепляющая стрела», «өс бүкән» — «три пня».
- игры, сопровождающие праздники (каргатуй, сабантуй, майдан, туй) и обряды, посвящённые этапам жизненного пути людей, таких как рождение или смерть, переход из детства во взрослую жизнь, вступление в брак), связанные с календарными праздниками.
- игры мужские (конноспортивные) или женские.
- игры познавательные.

По месту проведения башкирские игры разделяются на домашние («аулаҡ өй» — «девичник», «йондоҙ һанау» — "звездочёт"и др.) и полевые («түңәрәк» — «хороводы», «яулыҡ сөйөү» — «закидывание платка», «соҡор туп» — «мяч в ямке», «сәкән» — «игра в мяч» и др.).
Проводились состязания в игре на музыкальных инструментах — гармони, думбыре, дунгуре, кубызе, курае. При этом один начинал играть какую-либо мелодию, а следующий — заканчивал.